# Ургамал
Ургамал (монг. Ургамал) — з 1931 року сомон Завханського аймаку, Монголія. Територія 3,5 тис. км², населення 2,4 тис. Центр сомону Хунгий розташований на відстані 1220 км від Улан-Батору, 236 км від міста Уліастай.

## Рельєф
Гори Аргалин хар, Хутул ус (2000 м), Хутаг уул (1890 м), у центрі піщані бархани, долини Хунгий, Бор (1600–1800 м). Річки Хунгий, Хулж, Харгана, озера Цайдам, Зуухий, Сайхан та ін.

## Клімат
Різкоконтинентальний клімат. Середня температура січня −22-24 градуси, липня +20-22 градуси.

## Економіка
Поклади мідної руди, хімічна та будівельна сировина.

## Тваринний світ
Водяться аргалі, вовки, лисиці, дикі кози, зайці.

## Соціальна сфера
Є школа, лікарня, сфера обслуговування
.